# Convent de Sant Guillem de Castellfabib
Sant Guillem de Castellfabib és un monestir franciscà situat en el marge esquerre del riu Ebrón, enfront de la vila de Castellfabib, localitat de la comarca del Racó d'Ademús.
Conservat en estat semienderocat, va ser erigit en l'últim terç del segle xvi, moment que els franciscans valencians s'instal·len en el municipi, consagrant el seu culte a la figura de Sant Guillem, de tradicional devoció en la vila. Encara que amb anterioritat ja va haver altres ordes monàstics en la vila de Castielfabib, seran els franciscans els més perseverants, doncs fins a l'exclaustració del segle xix no marxaran de la comarca.
De tot el complex conventual només és distingible la seua capella, els murs de la qual i pocs elements arquitectònics donen idea de l'esplendor franciscana en la comarca del Racó d'Ademús. Altre element bé conservat és el brocal de pou que es troba en les proximitats, envoltat de l'horta del cenobi.

## Història
La tradició local i la devoció popular vinculen el convent de Sant Guillem de Castellfabib amb el personatge de Guillem de Poitiers (1071-1126), duc d'Aquitània, pretenent que mentre va estar a Castellfabib, durant el seu suport entre 1120 i 1123 a Alfons I d'Aragó en les seues diverses campanyes militars, va fer penitència en una cova pròxima al lloc on hauria de situar-se molts anys després el monestir del seu nom.
No obstant això, la sèrie documental no comença fins a finals del segle XIV, ressenyant-se una església de Sant Guillem, lloc on es reunien els confrares de la "confraria del senyor Sant Guillem" en temps de Joan I el Caçador (1387-1396), monarca que va sancionar els estatuts d'aquella associació el dia 12 de maig de 1393. El mateix sobirà, l'any següent, va autoritzar al prior i religiosos del monestir de l'Orde d'Ermitans de Sant Agustí edificat a Castellfabib, per a poder adquirir i posseir béns de reialenc (1394, abril 1). De fet, els primers que van difondre el culte de Sant Guillem en la comarca a gran escala van ser els agustins. Precisament de l'època dels agustins es testifica la primera notícia d'unes relíquies de Sant Guillem en la vila de Castellfabib.
Amb posterioritat, el convent de Sant Guillem va ser ocupat pels Carmelitans d'Aragó, de la possessió de la qual es tenen escasses referències; no obstant això, allí estaven en 1563. Pocs anys després, al començament de l'últim terç del segle xvi, el convent va ser ocupat pels Franciscans Observants de València, que ho van posseir des de 1577 fins a 1830, data en la qual ho van desallotjar per la desamortització. D'aquesta època consta la venda del retaule major de l'església conventual a l'església de Cases Baixes, la transacció de la qual es va convenir en cinquanta lliures moneda corrent, entre el Guardià del convent, fra Ramon Escrivà, i un veí de Cases Baixes del Riu, Manuel Antón i Rubio, dipositari de les almoines destinades per al retaule. El retaule va ser destruït durant la Guerra Civil espanyola (1936-1939), encara que no en la seua totalitat, ja que algunes restes es conserven encara en la parròquia de Cases Baixes.
Després de la Desamortització, el convent va ser abandonat i els seus edificis es van perdre. Consta la demolició de l'església conventual i altres construccions, la pedra de les quals va ser utilitzada per a la fàbrica de voltes i ponts de conducció de l'aigua de l'Ebrón, destinada a la central hidroeléctrica que es va construir en els seus voltants (1912). Durant els treballs de demolició i desbrossament van morir diversos treballadors d'Els Sants i Castellfabib. Des de llavors només queden les ruïnes, molt perdudes, de l'església conventual amb les seues arcades i capelles de la part de l'epístola i evangeli, així com restes de la torre-campanar i part de la frontera, que lluu pòrtic barroc, encara que l'església fora originàriament gòtica.
Així mateix, resten la cisterna, amb la seva brocal i safareig, tot en pedra llaurada, conjunt situat al sud-est del convent, on es trobava la zona d'horts i corrals del monestir.

## Vida conventual
Els frares vivien amb senzillesa i pobresa, subsistint bàsicament de les almoines que rebien i recaptaven dels pobles de l'entorn on demanaven, així com del cultiu dels horts i animals que posseïssin. La vida conventual es regiria per les hores canòniques: laudes, prima, tèrcia, nona, vespres i completes, i era molt dura, constant haver estat eximits del rés de maitines, a mitjan nit des de novembre fins a finalitzat febrer, pel fred (1660).
Els franciscans de Castellfabib, a més de resar, treballar i demanar almoina, ajudaven els clergues de les parròquies locals, consolant en la seua agonia als aldeans i vilatjans moribunds de terres i masies més allunyades de les poblacions principals, estaven presents en els soterraments més importants així com les capes altes de la comarca es feien enterrar amb l'hàbit franciscà comprat a Sant Guillem.
El nombre de frares va variar amb el temps: consta que va oscil·lar entre 12 o 14 (1577) i 24, incloent sacerdots, coristes, llecs, donats i pretendents (1764). El convent de Castellfabib apareix succintament ressenyant en les Relacions ad limina dels bisbes de Sogorb, constant les seues visites entre 1634 i 1705.